# Од (мифология)
Од (от исл. Óðr — неистовство) — смертный, по одним легендам — обычный человек, а по другим — воплощение бога Одина в смертном человеке. Муж богини Фрейи. Пропал без вести после эпизода Фрейи с гномами. После его исчезновения Фрейя плакала, эти слёзы превращались в золото.